# 1990 DV
1990 DV är en asteroid i huvudbältet som upptäcktes den 28 februari 1990 av de båda japanska astronomerna Seiji Ueda och Hiroshi Kaneda i Kushiro.
Asteroiden har en diameter på ungefär 10 kilometer och den tillhör asteroidgruppen Chloris.